# Воронов, Сергей Евгеньевич
Серге́й Евге́ньевич Во́ронов (род. 3 октября 1987, Москва) — российский фигурист, выступавший в одиночном катании. Двукратный чемпион России (2008, 2009), серебряный призёр чемпионата Европы (2014), бронзовый призёр финала Гран-при (2014/15) и серебряный призёр командного чемпионата мира (2015).
Мастер спорта России международного класса. Наряду с Константином Меньшовым и Елизаветой Туктамышевой, является рекордсменом по числу участий в чемпионатах России (2005—2018, 2020, 15 раз).
По завершении соревновательной карьеры — тренер по фигурному катанию. В 2021—2022 годах — главный тренер сборной Казахстана. С 2023 года — старший тренер сборной Республики Беларусь.

## Карьера
Начал заниматься фигурным катанием в 1991 году в Москве, в секции, в которую его записали родители. Тренировался под руководством Рафаэля Арутюняна. В 2002 году, в связи с тем, что Арутюнян переехал работать в США, а 13-летний Сергей не мог поехать с ним без родителей, перебрался в Санкт-Петербург к Галине Кашиной. Позже Воронов снова сменил тренера, новым наставником стал Алексей Урманов.
В 2005 году впервые выиграл медаль (серебро) юниорского чемпионата России, завоевал право поехать на чемпионат мира среди юниоров, но там Сергею пришлось сняться с соревнований после квалификационного раунда из-за травмы.
В следующем сезоне Воронов снова завоёвывает вторые места на чемпионате России и мира среди юниоров.
В сезоне 2006—2007 годов впервые принял участие в этапах серии Гран-при. На «взрослом» чемпионате России он становится только 6-м и не попадает на чемпионат Европы 2007 года. Удачно выступил на Универсиаде в 2007 году, где занял пятое место. Затем выиграв чемпионат страны среди юниоров и бронзу на мировом юниорском первенстве, получает право выступить на чемпионате мира в Токио, где становится 19-м.
Сезон 2007—2008 годов начался с проблем со здоровьем. Несмотря на то, что травма не позволила Сергею весь сезон выполнять зубцовые прыжки, он выиграл первую для себя медаль этапа Гран-При, потом стал чемпионом страны и успешно выступил на чемпионатах Европы и мира, заняв на них 4 и 7 места соответственно.
В серии Гран-при сезона 2008—2009 выступил неудачно: стал шестым на этапе «Skate Canada» и седьмым на «Cup of Russia». После этого за оставшийся месяц до чемпионата России совместно с тренером принял решение поменять короткую программу, так как был недоволен выбором музыки. В декабре 2008 года подтвердил свой титул чемпиона страны. На чемпионате Европы 2009 года был шестым после исполнения короткой программы, но оказался 13-м в произвольной и в итоге попал лишь на девятое место. После этого результата на Воронова обрушился шквал критики со стороны тренеров и функционеров Федерации фигурного катания России. Спортсмена обвиняли в лени и недостаточном внимании к тренировкам. Похоже ситуация сложилась и на чемпионате мира. Воронов был 9-м после короткой программы, но в произвольной оказался на 14-м месте и занял итоговое 13-е место. Впрочем, этот результат в совокупности с 10-м местом Андрея Лутая сохранил для России два места в мужском одиночном катании на чемпионат мира 2010 и обеспечил две путёвки на Олимпиаду в Ванкувере.
В конце сезона принял участие в первом в истории командном чемпионате мира по фигурному катанию, где в личном зачёте был 7-м, а команда России заняла пятое место.
В сезоне 2009—2010 выступал неровно: был вторым на турнире «Finlandia Trophy», 6-м на этапе Гран-при в Париже, затем выиграл серебро этапа в Китае. На чемпионате России занял второе место вслед за Евгением Плющенко и вошёл с команду на чемпионат Европы. На европейском первенстве сорвал короткую программу — занял 17-е место, в произвольной был 12-м, а в итоге оказался на 14-м месте. По результатам выступления на чемпионате Федерация фигурного катания России приняла решение направить на Олимпийские игры в Ванкувере фигуриста занявшего третье место на национальном турнире — Артёма Бородулина, а Сергея включить в состав лишь в качестве запасного.
На чемпионат мира 2010 года в Турине Сергей также был заявлен запасным, но в связи с отказом Евгения Плющенко от соревнований по медицинским показаниям получил право на участие в турнире. Выступив также неудачно на мировом первенстве — 14-е место, Воронов принял решение о прекращении сотрудничества с Алексеем Урмановым и возвращении в Москву.
Новым тренером спортсмена стал вернувшийся из США Николай Морозов, сотрудничество с которым закончилось по окончании сезона 2012/13. 16 мая 2013 года исполком ФФККР утвердил переход в группу Этери Тутберидзе. На Чемпионате Европы чисто исполнил короткую программу с каскадом четверной тулуп — тройной тулуп, а в произвольной — два четверных и шесть тройных прыжков, впервые в своей карьере выиграл серебряную медаль. На Олимпиаду в Сочи Сергей не отобрался, так как по одной квоте в мужском одиночном катании выступил Е.Плющенко.
Сезон 2014/15 Сергей начал с турнира в Германии, где занял четвёртое место. В Москве через 1,5 месяца он выступил на российском этапе Гран-при. Чисто откатал короткую программу с каскадом четверной тулуп — тройной тулуп (оценка впервые превысила 90 баллов) и закрепился на втором месте. На следующий день выполнил четверной тулуп и два тройных акселя в произвольной и финишировал вторым. На последнем этапе Гран-при в Осаке Воронов после короткой программы занимал 4-е место, однако сумел собраться на произвольную и финишировал вторым. Тем самым Сергей впервые завоевал право на участие в финале Гран-при.В финале Гран-при, исполнив по одному четверному прыжку в обеих программах, выиграл бронзовую медаль, которая является первой медалью российского одиночного катания у мужчин после победы Евгения Плющенко в финале Гран-при 2004 года. На российском чемпионате выиграл произвольную программу, но по сумме двух видов уступил Максиму Ковтуну. На чемпионате Европы 2015 года в короткой программе вместо тройного акселя сделал двойной, а в произвольной ошибся при выполнении каскада четверной тулуп — тройной тулуп, став бронзовым призёром. На чемпионате мира в Шанхае в короткой программе, несмотря на ошибку в каскаде, Сергей шёл на 4-м месте. Однако сказалась старая травма, и в произвольной программе лишь с пятью тройными прыжками и досадным повтором двойного тулупа, из-за чего ему не был засчитан каскад из трёх прыжков, он был лишь на 17 месте. В середине апреля на заключительном старте сезоне на командном чемпионате мира в Японии Сергей выступил удачно в обоих видах программ и вернулся домой с серебряной медалью.
Сезон 2015/16 Воронов начал в Финляндии Finlandia Trophy, где лидировал после короткой программы. Однако неудачно выступил в произвольной и занял общее третье место. Через месяц последовало выступление на Кубке Китая в серии Гран-при, в короткой программе четверной прыжок исполнил с недокрутом, повторил эту ошибку на обоих четверных в произвольной и оказался только на пятом месте. На этапе Гран-при в России в короткой программе явных ошибок не допустил, но в произвольной был неудачно исполнен четверной тулуп, каскад с тройным акселем, каскад из трех прыжков, вследствие чего фигурист выступил хуже. На национальном чемпионате выступил не совсем удачно, финишировал на пятом месте и не отобрался в сборную. 10 марта 2016 Федерация фигурного катания на коньках России подтвердила, что Воронов покинул группу Тутберидзе и перешёл к Инне Гончаренко.
Новый предолимпийский сезон российский фигурист начал на Мемориале Непелы в Словакии, исполнил два четверных тулупа в обеих программах, уверенно занял первое место. В середине октября российский фигурист выступал на этапе Гран-при в Чикаго, где на Кубке Америки занял место в середине таблицы. В середине ноября он принял участие на своём втором в этом сезоне этапе Гран-при в Пекине, где на Кубке Китая занял в упорной борьбе третье место. В последние дни ноября, незадолго до начала национального чемпионата, Сергей сделал заявление, что он не ставит своей целью участие в следующем году в зимних Олимпийских играх. Выступает для своего удовольствия и для зрителей. В конце декабря на национальном чемпионате Сергей выступил неуверенно — это выступление оказалось самым худшим в карьере Воронова. В середине февраля последовало выступление на финале Кубка России, который он закончил с бронзой.
Новый олимпийский сезон российский фигурист начал в Братиславе, где на турнире Мемориал Ондрея Непелы он финишировал с серебряной медалью. Через месяц в Минске на турнире серии «Челленджер» ему удалось выступить более удачно, и он финишировал с золотой медалью, улучшив своё прежнее достижение в произвольной программе. В начале ноября стартовал на японском этапе серии Гран-при, где финишировал победителем. При этом ему удалось улучшить прежние достижения в сумме и произвольной программе. В конце ноября на американском этапе в Лейк-Плэсиде он финишировал третьим. Это позволило ему пройти в финал Гран-при. На самом Финале в Нагое спортсмен выступил удачно и занял место рядом с пьедесталом. На национальном чемпионате в середине декабря в Санкт-Петербурге Сергей выступал не совсем уверенно и финишировал только рядом с пьедесталом. Так он попал только запасным в состав сборной России.

## Вне спорта
Студент Санкт-Петербургского государственного университета физической культуры имени П. Ф. Лесгафта.

## Тренерская карьера
В 2020 году завершил соревновательную карьеру, после чего начал тренировать. На протяжении одного сезона был одним из наставников фигуристов-парников Евгении Тарасовой и Владимира Морозова. По преимуществу помогал им в отработке прыжковых элементов, вращений и скольжении.
В 2021 году стал главным тренером сборной Казахстана по фигурному катанию. Заменил на этом посту Куралай Узурову, возглавлявшую сборную в течение семнадцати лет. В 2022 году покинул должность главного тренера сборной Казахстана, его заменила Асем Касанова.
С 2022 года работает в Республике Беларусь, где тренирует и одиночников, и пары. С 2023 года — старший тренер сборной Республики Беларусь.

## Программы
| Сезон     | Короткая программа                                      | Произвольная программа                                                                                         |
| --------- | ------------------------------------------------------- | --- |
| 2014—2015 | Danse macabre Камиль Сен-Санс                           | Caruso Нил Шон Come Together Маркус Миллер At Last Кенни Джи Big Time Boppin' (Go Man Go) Big Bad Voodoo Daddy |
| 2013—2014 | Two Guitars хореограф Ирина Жук                         | A Los Amigos Армандо Понтье Por Una Cabeza Карлос Гардель Tanguera Мариано Море хореограф Илья Авербух         |
| 2012—2013 | Яблочко (русский матросский танец) Рейнольд Глиэр       | Ромео и Джульетта Нино Рота                                                                                    |
| 2011—2012 | The Final Game (из к/ф Их собственная лига) Ханс Циммер | Паяцы Руджеро Леонкавалло                                                                                      |
| 2010—2011 | Tango de Roxanne (из к/ф Мулен Руж!)                    | Piano Concerto No. 3 Сергей Рахманинов                                                                         |
| 2009—2010 | Revolution Etude Александр Скрябин                      | Schindler’s List Джон Уильямс Allegretto Карл Дженкинс                                                         |
| 2008—2009 | The Godfather Нино Рота                                 | Tango Астор Пьяццолла                                                                                          |
| 2007—2008 | Piano Concerto No. 2 Сергей Рахманинов                  | Tango Астор Пьяццолла                                                                                          |
| 2006—2007 | Piano Concerto No. 2 Сергей Рахманинов                  | Pearl Harbor Ханс Циммер                                                                                       |
| 2004—2006 | BIR Bruno Nule                                          | Variations Роберт Данова The Phantom of the Opera on Ice Роберт Данова                                         |

## Результаты
| Соревнования                | 01/02         | 02/03         | 04/05         | 05/06         | 06/07         | 07/08         | 08/09         | 09/10         | 10/11         | 11/12         | 12/13         | 13/14         | 14/15         | 15/16         | 16/17         | 17/18         | 18/19         | 19/20         |
| Международные               | Международные | Международные | Международные | Международные | Международные | Международные | Международные | Международные | Международные | Международные | Международные | Международные | Международные | Международные | Международные | Международные | Международные | Международные |
| --------------------------- | ------------- | ------------- | ------------- | ------------- | ------------- | ------------- | ------------- | ------------- | ------------- | ------------- | ------------- | ------------- | ------------- | ------------- | ------------- | ------------- | ------------- | ------------- |
| Чемпионат мира              |               |               |               |               | 19            | 7             | 13            | 14            |               | 17            |               |               | 13            |               |               |               |               |               |
| Чемпионат Европы            |               |               |               |               |               | 4             | 9             | 14            |               | 10            | 7             | 2             | 3             |               |               |               |               |               |
| Финал Гран-при              |               |               |               |               |               |               |               |               |               |               |               |               | 3             |               |               | 4             | 6             |               |
| Гран-при Японии             |               |               |               |               |               |               |               |               |               |               | 7             | 9             | 2             |               |               | 1             | 2             | 4             |
| Гран-при Китая              |               |               |               |               |               |               |               | 3             | WD            |               | 3             |               |               | 5             | 3             |               |               |               |
| Гран-при России             |               |               |               |               |               |               | 7             |               |               | 7             |               |               | 2             | 6             |               |               |               |               |
| Гран-при Франции            |               |               |               |               |               | 2             |               | 6             |               |               |               |               |               |               |               |               |               | 6             |
| Гран-при США                |               |               |               |               | 7             |               |               |               |               |               |               |               |               |               | 4             | 3             | 3             |               |
| Гран-при Канады             |               |               |               |               | 10            |               | 6             |               |               |               |               |               |               |               |               |               |               |               |
| Мемориал Непелы             |               |               |               |               |               |               |               |               |               |               |               |               |               |               | 1             | 2             | 2             |               |
| Team Challenge Cup          |               |               |               |               |               |               |               |               |               |               |               |               |               | 2             |               |               |               |               |
| NRW Trophy                  |               |               |               |               |               |               |               | 5             |               |               |               |               |               | 3             |               |               |               |               |
| World Team Trophy           |               |               |               |               |               |               | 5             |               |               |               |               |               | 2             |               |               |               |               |               |
| Nebelhorn Trophy            |               |               |               |               |               |               |               |               |               |               |               |               | 4             |               |               |               |               |               |
| Minsk-Arena Ice Star        |               |               |               |               |               |               |               |               |               |               |               | 1             |               |               |               | 1             |               |               |
| Золотой конёк Загреба       |               |               |               |               |               |               |               |               |               |               |               | 1             |               |               |               |               |               |               |
| Кубок Ниццы                 |               |               |               |               |               |               |               |               | WD            |               |               |               |               |               |               |               |               |               |
| Универсиада                 |               |               |               |               | 5             |               |               |               | 2             |               |               |               |               |               |               |               |               |               |
| Finlandia Trophy            |               |               |               |               | 6             |               | 3             | 2             |               |               |               | 2             | 1             | 3             |               |               |               | 6             |
| Соревнования                | 01/02         | 02/03         | 04/05         | 05/06         | 06/07         | 07/08         | 08/09         | 09/10         | 10/11         | 11/12         | 12/13         | 13/14         | 14/15         | 15/16         | 16/17         | 17/18         | 18/19         | 19/20         |
| Международные среди юниоров |               |               |               |               |               |               |               |               |               |               |               |               |               |               |               |               |               |               |
| Чемпионат мира              |               |               | WD            | 2             | 3             |               |               |               |               |               |               |               |               |               |               |               |               |               |
| Гран-при Венгрии            |               |               | 3             |               |               |               |               |               |               |               |               |               |               |               |               |               |               |               |
| Гран-при Болгарии           |               |               |               | 3             |               |               |               |               |               |               |               |               |               |               |               |               |               |               |
| Гран-при Японии             |               |               |               | 3             |               |               |               |               |               |               |               |               |               |               |               |               |               |               |
| Гран-при Украины            |               |               | 6             |               |               |               |               |               |               |               |               |               |               |               |               |               |               |               |
| Национальные                |               |               |               |               |               |               |               |               |               |               |               |               |               |               |               |               |               |               |
| Чемпионат России            |               |               | 6             | 6             | 6             | 1             | 1             | 2             | 4             | 3             | 2             | 3             | 2             | 5             | 7             | 4             |               | 9             |
| Первенство России           | 13            | 11            | 2             | 2             | 1             |               |               |               |               |               |               |               |               |               |               |               |               |               |
| Финал Кубка России          |               |               |               |               |               |               |               |               | 2             |               | 2             |               |               | 3             | 3             |               |               |               |